# 四叶澳洲坚果
四叶澳洲坚果（学名：Macadamia tetraphylla）为山龙眼科澳洲坚果属下的一个种。